# Türkiye Kupası 2013-2014
La Coppa di Turchia 2013-2014 è stata la 52ª edizione del trofeo. Il torneo è iniziato il 1º settembre 2013 e si è conclusa il 7 maggio 2014. Il Galatasaray si è aggiudicato il trofeo per la 15ª volta nella sua storia.

## Turno preliminare
| Squadra 1               | Risultato | Squadra 2                  |
| ----------------------- | --------- | -------------------------- |
| 1º settembre 2013       |           |                            |
| Karaman                 | 1 – 0     | Kilis Belediyespor         |
| Tatvan Gençlerbirliği   | 1 – 0     | Dersim Spor                |
| Yüksekova Belediye Spor | 1 – 2     | Cizre Basraspor            |
| Patnos                  | 0 – 3     | Iğdır Gençler Birliği Spor |
| Göle Belediyespor       | 1 – 0     | Karsspor                   |

## Primo turno
| Squadra 1                | Risultato       | Squadra 2                  |
| ------------------------ | --------------- | -------------------------- |
| 11 settembre 2013        |                 |                            |
| Beylerbeyi               | 2 – 1           | Anadolu Üsküdar            |
| Edirnespor Gençlik       | 3 – 0           | Tekirdağspor               |
| Tuzlaspor                | 1 – 1 (1-2 dts) | Fatih Karagümrük           |
| Sancaktepe               | 1 – 2           | İstanbulspor               |
| Ciksalinspor             | 2 – 1           | Maltepespor                |
| Ümraniyespor             | 0 – 1           | Silivrispor                |
| Beyköy Belediyespor      | 3 – 4           | Gölcükspor                 |
| Darıca Gençlerbirliği    | 1 – 1 (3-5 dcr) | Kocaelispor                |
| Derince Belediyespor     | 2 – 0           | Sakaryaspor                |
| Bursa Nilüferspor        | 0 – 2           | Orhangazispor              |
| Armutlu Belediyespor     | 0 – 1           | OYAK-Renaultspor           |
| Manavgat Evrensekispor   | 2 – 2 (4-2 dts) | Tekirova Belediyespor      |
| Keçiörengücü             | 5 – 0           | MKE Kırıkkalespor          |
| Ankara Adliyespor        | 0 – 3           | Hacettepe                  |
| Zonguldak Kömürspor      | 0 – 0 (3-4 dcr) | Bartınspor                 |
| Tosya Belediyespor       | 3 – 2           | Ayancık Belediyespor       |
| Merzifonspor             | 1 – 3           | Bafraspor                  |
| Nevşehirspor Gençlik     | 1 – 1 (2-1 dts) | Sivas Dört Eylül           |
| Kırşehirspor             | 1 – 0           | Yimpaş Yozgatspor          |
| Aksarayspor              | 1 – 2           | Niğde                      |
| Karaman                  | 2 – 0           | Kayseri Şekerespor         |
| Trabzon Akçaabat         | 4 – 1           | Arhavispor                 |
| Düzyurtspor              | 1 – 2           | Arsinspor                  |
| Bayburt İÖİ              | 2 – 0           | Iğdır Gençler Birliği Spor |
| Göle Belediyespor        | 0 – 3           | Erzurumspor FK             |
| Bingölspor               | 0 – 0 (0-3 dcr) | Elazığ Belediyespor        |
| Cizre Basraspor          | 1 – 2           | Tatvan Gençlerbirliği      |
| Vanspor                  | 1 – 0           | Siirtspor                  |
| Batman Petrolspor        | 3 – 0           | Girmeli Belediyespor       |
| Yeni Diyarbakırspor      | 4 – 1           | Adıyamanspor               |
| Ankara Demirspor         | 1 – 0           | Polatlı Şekerspor          |
| Çorum Belediyespor       | 2 – 1           | Ünyespor                   |
| Bergama Belediyespor     | 2 – 1           | Balcovaspor                |
| Menemen                  | 3 – 1           | Ayvalikgucu                |
| Ispartaspor              | 0 – 5           | Bucak Oğuzhanspor          |
| Kizilcabolukspor         | 0 – 0 (1-0 dts) | Sandıklıspor               |
| Uşak Sportif Gençlikspor | 3 – 3 (5-4 dcr) | Denizli Belediyespor       |
| Kırıkhanspor             | 1 – 2           | Kahramanmaraş              |
| Osmaniyespor             | 0 – 0 (4-2 dcr) | Payas Belediyespor         |
| 12 settembre 2013        |                 |                            |
| Muş Ovasıspor            | 1 – 8           | Erzincan Refahiyespor      |

## Secondo turno
| Squadra 1             | Risultato       | Squadra 2                |
| --------------------- | --------------- | ------------------------ |
| 24 settembre 2013     |                 |                          |
| 1461 Trabzon          | 2 – 0           | Beylerbeyi               |
| Yeni Diyarbakırspor   | 0 – 0 (3-4 dcr) | Altay                    |
| Hacettepe             | 1 – 0           | Yeni Malatyaspor         |
| Orhangazispor         | 2 – 4           | Akhisar Belediyespor     |
| Kartalspor            | 4 – 2           | Erzincan Refahiyespor    |
| Körfez                | 1 – 1 (1-2 dts) | Antalyaspor              |
| Tavşanlı Linyitspor   | 0 – 0 (6-5 dcr) | Dardanel                 |
| Gaziantepspor         | 2 – 2 (3-2 dts) | Çorum Belediyespor       |
| Göztepe               | 2 – 2 (5-6 dcr) | Altınordu                |
| Karabükspor           | 6 – 0           | Kocaelispor              |
| 25 settembre 2013     |                 |                          |
| Vanspor               | 2 – 0           | Manisaspor               |
| Diyarbakır BB         | 1 – 1 (5-6 dcr) | İskenderun D. Ç.         |
| Erzurumspor FK        | 2 – 2 (4-5 dcr) | Adanaspor                |
| Kahramanmaraşspor     | 3 – 0           | Tosya Belediyespor       |
| Şanlıurfaspor         | 0 – 1           | Giresunspor              |
| Tokatspor             | 2 – 0           | Uşak Sportif Gençlikspor |
| Menemen               | 0 – 0 (0-1 dts) | Nazilli Belediyespor     |
| İnegölspor            | 3 – 1           | Nevşehirspor Gençlik     |
| Ankaragücü            | 2 – 1           | Karaman                  |
| Gaziosmanpaşaspor     | 0 – 1           | Alanyaspor               |
| Derince Belediyespor  | 0 – 4           | Anadolu Selçukluspor     |
| Bayrampaşaspor        | 3 – 1           | Kırşehirspor             |
| Kızılcahamamspor      | 0 – 1           | OYAK-Renaultspor         |
| Keçiörengücü          | 1 – 2           | Bandırmaspor             |
| Pendikspor            | 1 – 0           | Bayburt İÖİ              |
| Sarıyer               | 1 – 2           | Gençlerbirliği           |
| Çankırıspor           | 1 – 0           | Elazığ Belediyespor      |
| Tepecik Belediyespor  | 0 – 1           | Silivrispor              |
| Osmaniyespor          | 0 – 2           | Hatayspor                |
| Turgutluspor          | 2 – 0           | Kırklarelispor           |
| Bergama Belediyespor  | 2 – 1           | Bugsaşspor               |
| İ. Güngörenspor       | 1 – 1 (1-2 dts) | Tarsus İdman Yurdu       |
| Boluspor              | 1 – 1 (3-2 dts) | Batman Petrolspor        |
| K. Erciyesspor        | 2 – 0           | Edirnespor Gençlik       |
| Karşıyaka             | 2 – 1           | Ofspor                   |
| Fethiyespor           | 3 – 1           | Kizilcabolukspor         |
| Elazığspor            | 2 – 0           | Ankara Demirspor         |
| Eskişehirspor         | 7 – 0           | Ciksalinspor             |
| 26 settembre 2013     |                 |                          |
| Trabzon Akçaabat      | 1 – 3           | Gaziantep                |
| Arsinspor             | 0 – 3           | Konyaspor                |
| Bucaspor              | 1 – 0           | Eyüpspor                 |
| Kayserispor           | 2 – 1           | Pazarspor                |
| 1º ottobre 2013       |                 |                          |
| İstanbulspor          | 0 – 1           | Çaykur Rizespor          |
| 2 ottobre 2013        |                 |                          |
| Kahramanmaraş         | 2 – 1           | Ankaraspor               |
| Tatvan Gençlerbirliği | 3 – 1           | Bozüyükspor              |
| Bartınspor            | 1 – 7           | Balıkesirspor            |
| Niğde                 | 3 – 1           | Mersin İ. Yurdu          |
| Denizlispor           | 1 – 2           | Manavgat Evrensekispor   |
| Bafraspor             | 0 – 1           | Adana Demirspor          |
| Gölcükspor            | 0 – 0 (4-5 dcr) | Orduspor                 |
| İstanbul Başakşehir   | 5 – 0           | Gümüşhanespor            |
| Aydınspor             | 2 – 2 (3-2 dts) | Samsunspor               |
| Sivasspor             | 5 – 0           | Bucak Oğuzhanspor        |
| 3 ottobre 2013        |                 |                          |
| Fatih Karagümrük      | 2 – 3           | Kasımpaşa                |

## Terzo turno
| Squadra 1             | Risultato       | Squadra 2              |
| --------------------- | --------------- | ---------------------- |
| 29 ottobre 2013       |                 |                        |
| 1461 Trabzon          | 2 – 1           | Altay                  |
| Çankırıspor           | 1 – 0           | Adanaspor              |
| Elazığspor            | 3 – 1           | Pendikspor             |
| Sivasspor             | 1 – 1 (3-1 dts) | Ankaragücü             |
| 30 ottobre 2013       |                 |                        |
| Vanspor               | 0 – 0 (1-0 dts) | Karşıyaka              |
| Tatvan Gençlerbirliği | 0 – 1           | İstanbul Başakşehir    |
| Tokatspor             | 0 – 0 (1-0 dts) | Boluspor               |
| İskenderun D. Ç.      | 0 – 0 (3-4 dcr) | Tavşanlı Linyitspor    |
| Nazilli Belediyespor  | 1 – 0           | Orduspor               |
| Bandırmaspor          | 0 – 0 (3-0 dts) | Kahramanmaraşspor      |
| Niğde                 | 1 – 2           | Adana Demirspor        |
| Kartalspor            | 0 – 0 (1-2 dts) | Silivrispor            |
| Anadolu Selçukluspor  | 0 – 2           | Balıkesirspor          |
| Turgutluspor          | 2 – 3           | Antalyaspor            |
| K. Erciyesspor        | 2 – 1           | Giresunspor            |
| Fethiyespor           | 1 – 1 (2-1 dts) | Bayrampaşaspor         |
| Çaykur Rizespor       | 0 – 0 (3-4 dcr) | Tarsus İdman Yurdu     |
| Gaziantep             | 6 – 5           | Altınordu              |
| Bucaspor              | 0 – 0 (1-0 dts) | Aydınspor              |
| Karabükspor           | 3 – 2           | Manavgat Evrensekispor |
| Akhisar Belediyespor  | 4 – 1           | OYAK-Renaultspor       |
| Eskişehirspor         | 2 – 0           | Alanyaspor             |
| 31 ottobre 2013       |                 |                        |
| Bergama Belediyespor  | 1 – 2           | Gençlerbirliği         |
| Kayserispor           | 2 – 0           | Kahramanmaraş          |
| Gaziantepspor         | 0 – 0 (1-0 dts) | Hatayspor              |
| 6 novembre 2013       |                 |                        |
| Hacettepe             | 3 – 2           | Konyaspor              |
| İnegölspor            | 1 – 0           | Kasımpaşa              |

## Quarto turno
| Squadra 1           | Risultato       | Squadra 2            |
| ------------------- | --------------- | -------------------- |
| 3 dicembre 2013     |                 |                      |
| Bandırmaspor        | 0 – 2           | Elazığspor           |
| Galatasaray         | 2 – 2 (6–5 dcr) | Gaziantep            |
| Antalyaspor         | 2 – 2 (4-2 dts) | Çankırıspor          |
| 4 dicembre 2013     |                 |                      |
| İnegölspor          | 3 – 2           | Gaziantepspor        |
| Balıkesirspor       | 3 – 1           | Trabzonspor          |
| Tavşanlı Linyitspor | 0 – 1           | Akhisar Belediyespor |
| Tokatspor           | 1 – 0           | İstanbul Başakşehir  |
| Sivasspor           | 1 – 0           | Silivrispor          |
| Gençlerbirliği      | 0 – 1           | Nazilli Belediyespor |
| Fenerbahçe          | 1 – 2           | Fethiyespor          |
| Adana Demirspor     | 1 – 2           | Bursaspor            |
| 5 dicembre 2013     |                 |                      |
| Tarsus İdman Yurdu  | 2 – 4           | K. Erciyesspor       |
| Eskişehirspor       | 4 – 1           | Vanspor              |
| Karabükspor         | 3 – 1           | Hacettepe            |
| Kayserispor         | 1 – 0           | 1461 Trabzon         |
| Bucaspor            | 2 – 1           | Beşiktaş             |

## Quinto turno
| Squadra 1        | Risultato       | Squadra 2            |
| ---------------- | --------------- | -------------------- |
| 17 dicembre 2013 |                 |                      |
| Karabükspor      | 1 – 1 (2–4 dcr) | Elazığspor           |
| 18 dicembre 2013 |                 |                      |
| Tokatspor        | 1 – 0           | Kayserispor          |
| Galatasaray      | 4 – 0           | Balıkesirspor        |
| Bucaspor         | 0 – 0 (0-1 dts) | Antalyaspor          |
| 19 dicembre 2013 |                 |                      |
| Eskişehirspor    | 3 – 0           | Fethiyespor          |
| Sivasspor        | 0 – 0 (2-1 dts) | Nazilli Belediyespor |
| K. Erciyesspor   | 0 – 1           | Akhisar Belediyespor |
| Bursaspor        | 3 – 0           | İnegölspor           |

## Fase a gruppi
Si qualificano per le semifinali le prime due classificate.

### Gruppo A
| Pos. | Squadra              | Pt | G | V | N | P | GF | GS | DR |
| ---- | -------------------- | -- | - | - | - | - | -- | -- | -- |
| 1.   | Bursaspor            | 13 | 6 | 4 | 1 | 1 | 11 | 4  | +7 |
| 2.   | Eskişehirspor        | 10 | 6 | 3 | 1 | 2 | 6  | 7  | -1 |
| 3.   | Akhisar Belediyespor | 8  | 6 | 2 | 2 | 2 | 5  | 6  | -1 |
| 4.   | Sivasspor            | 3  | 6 | 1 | 0 | 5 | 4  | 9  | -5 |

|                      | AKH   | BUR   | ESK   | SIV   |
| -------------------- | ----- | ----- | ----- | ----- |
| Akhisar Belediyespor |       | 0 – 0 | 1 – 1 | 1 – 0 |
| Bursaspor            | 3 – 0 |       | 4 – 1 | 2 – 1 |
| Eskişehirspor        | 0 – 2 | 1 – 0 |       | 1 – 0 |
| Sivasspor            | 2 – 1 | 1 – 2 | 0 – 2 |       |

### Gruppo B
| Pos. | Squadra     | Pt | G | V | N | P | GF | GS | DR  |
| ---- | ----------- | -- | - | - | - | - | -- | -- | --- |
| 1.   | Antalyaspor | 12 | 6 | 3 | 3 | 0 | 12 | 4  | +8  |
| 2.   | Galatasaray | 11 | 6 | 3 | 2 | 1 | 9  | 2  | +7  |
| 3.   | Elazığspor  | 8  | 6 | 2 | 2 | 2 | 9  | 9  | 0   |
| 4.   | Tokatspor   | 1  | 6 | 0 | 1 | 5 | 4  | 19 | -15 |

|             | ANT   | ELA   | GAL   | TOK   |
| ----------- | ----- | ----- | ----- | ----- |
| Antalyaspor |       | 2 – 1 | 1 – 1 | 6 – 1 |
| Elazığspor  | 1 – 1 |       | 1 – 0 | 4 - 1 |
| Galatasaray | 0 – 0 | 3 – 0 |       | 2 – 0 |
| Tokatspor   | 0 – 2 | 2 – 2 | 0 – 3 |       |

## Semifinali
| Squadra 1                       | Totale | Squadra 2   | Andata | Ritorno |
| ------------------------------- | ------ | ----------- | ------ | ------- |
| 25-26 marzo / 16-17 aprile 2014 |        |             |        |         |
| Galatasaray                     | 7 – 4  | Bursaspor   | 2 – 2  | 5 – 2   |
| Eskişehirspor                   | 3 – 2  | Antalyaspor | 0 – 1  | 3 - 1   |

## Finale
| Arbitro: | Hüseyin Göçek |

|              |           |  |
| Sneijder 70’ | Marcatori |  |